# 961 a.C.

## Eventos
- David torna-se rei de Israel.